# Château Raoul
Le château Raoul est situé place de la Victoire-et-des-Alliés et rue du Château-Raoul, à Châteauroux, dans le département de l'Indre. Il date du Xe siècle, et a connu de nombreux remaniements et rénovations, la dernière fin 2011. Le château fait actuellement partie de la demeure privée du préfet[réf. nécessaire] et n'est pas ouvert au public. La façade et la toiture sont inscrits aux monuments historiques depuis 1927.

## Fondation
Au Xe siècle, le seigneur Raoul, dit le Large, ou le Libéral, fils d'Ebbes-le-Noble, prince de Déols, quitte le bourg héréditaire, berceau de sa famille et capitale de ses domaines et fait bâtir une forteresse sur un monticule abrupt  de la rive gauche de l'Indre. 
À partir de 1112 au plus tard, ce château est nommé « château Raoul », en raison du prénom fréquent chez les seigneurs de Déols. Avec son enceinte,  dont plusieurs tours subsistent encore,  le château Raoul  est alors une puissante forteresse, à la frontière du domaine du roi de France et de l'Aquitaine. À l’abri de cet emplacement fortifié nait une bourgade d’artisans et de commerçants. Le château Raoul a donné son nom à la ville de Châteauroux. Les seigneurs de Châteauroux sont puissants : leur domaine couvre les deux tiers de l’actuel département de l’Indre ; au XIe siècle, ils ont leur propre monnayage.

## Moyen Âge et Renaissance
Denise de Déols, née en 1173 et morte en 1207, est l’héritière de la famille de Déols, qui détenait la seigneurie de Châteauroux. Veuve à seize ans, Richard Cœur de Lion la donne pour épouse à André de Chauvigny, autre fidèle des rois d’Angleterre, en 1189. 
En 1366, le château  est détruit par un incendie, lors du siège de la ville par le Prince noir[réf. nécessaire]. Il est reconstruit par Guy III de Chauvigny qui en fait un hôtel seigneurial qu'une enceinte fortifiée protège et dont il subsiste plusieurs éléments. Vers 1450, il est reconstruit dans le style d'un hôtel seigneurial, par Guy III de Chauvigny, vicomte de Brosse, baron de Châteauroux. C'est ce nouveau château qui est protégé par les Monuments Historiques.
Le 16 juillet 1497 Charles VIII érige la seigneurie de Châteauroux en comté, en faveur de Jean V d'Aumont. À la mort du dernier Chauvigny (1503), la terre de Châteauroux est divisée en deux parts : le château échoit aux Maillé de La Tour-Landry, les co-partageants les d'Aumont faisant construire le château du Parc. Henri II de Bourbon-Condé achète l'ensemble en 1612. Le grand Condé exile son épouse Claire-Clémence de Maillé-Brézé dans le château en 1671; elle y reste jusqu'à sa mort, en 1694.
Louis XV achète le duché en 1737 à la famille de Condé et l'offre à sa favorite Marie-Anne de Mailly-Nesle. Le roi la titre duchesse de Châteauroux le 20 octobre 1743 et la présente à la cour le 24 octobre 1743.
Au milieu du XVIIIe siècle, le château est la résidence des administrateurs du duché et de leur famille. Un de ces administrateurs est Henri Bertrand, père du futur général Henri Gratien Bertrand, maréchal de Napoléon, qui naît au château en 1767. De 1778 à 1789, le fermier général Charles Louis Dupin de Francueil, grand-père de George Sand, habite le château.

## Après la Révolution

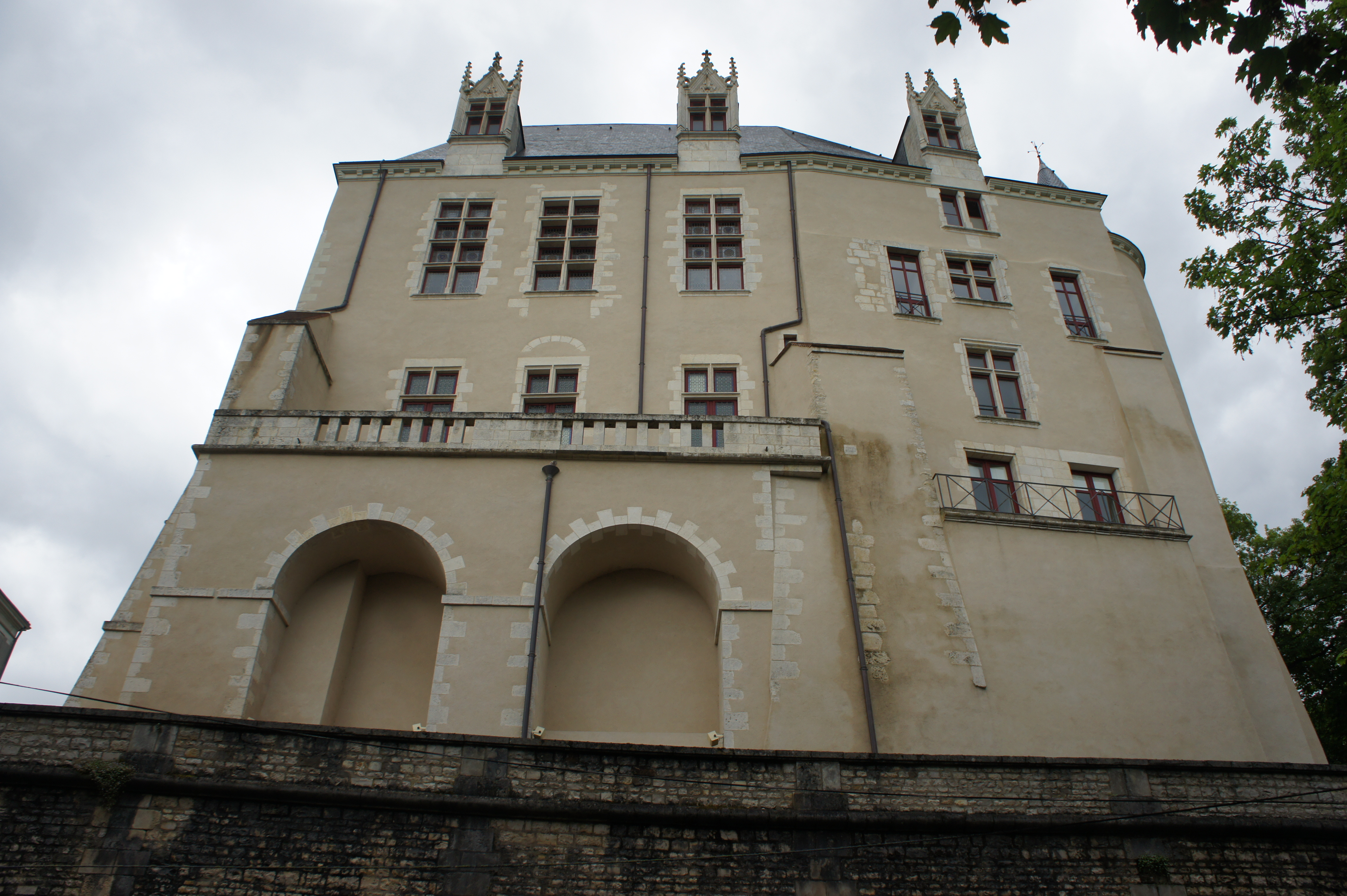
Le château Raoul à Châteauroux vu depuis la rue du Château-Raoul.

Le 8 août 1792, le château est acheté par le conseil général pour 10 000 livres. En 1823, la construction de la future résidence du préfet est entamée. Le château est alors transformé en un ensemble de bureaux, traversés par des conduits de cheminée; le donjon a dû être démoli.
D'importants travaux de restauration sont entrepris par Alfred Dauvergne dans un style néo-gothique en 1879, et achevés en 1914 par son fils Henry.
En septembre 2009 ont commencé, après deux années d'études préparatoires, des travaux de restauration du château financés par le Conseil général, maître d’œuvre des travaux. La toiture, les balcons, encorbellements et cheminées, ainsi que les menuiseries ont bénéficié de cette campagne de travaux qui ont été achevés fin 2011. Le château se rouvre au public en début d'année suivante.

### Sources
- Jean-François Levert, « Château Raoul : dix siècles vous contemplent », La Nouvelle République du Centre-Ouest, édition de l'Indre du 25 juillet 2012.
- Marc du Pouget, V. Baud « Château Raoul - 2009-2011 - restauration d'un monument emblématique », Conseil Général de l'Indre, 2012. Lire en ligne